# Prodasineura notostigma
Prodasineura notostigma är en trollsländeart som först beskrevs av Selys 1860.  Prodasineura notostigma ingår i släktet Prodasineura och familjen Protoneuridae. Inga underarter finns listade i Catalogue of Life.